# 曲索 (前波美拉尼亚-格赖夫斯瓦尔德县)
曲索（德語：Züssow）是德国梅克伦堡-前波美拉尼亚州的一个市镇，隶属于前波美拉尼亚-格赖夫斯瓦尔德县。总面积为29.52平方千米，截至2020年总人口为1298人。